# Deborah Fraser (zpěvačka)
Deborah Fraser (9. června 1966 KwaMashu, Natal, Jihoafrická republika – 15. května 2022 Johannesburg, Gauteng, Jihoafrická republika) byla jihoafrická gospelová zpěvačka. Svou kariéru zahájila v roce 1985 jako doprovodná zpěvačka. V roce 2000 nahrála vlastní album s názvem Abanye bayombona (Ostatní ho uvidí), které mělo komerční úspěch a v Jihoafrické republice bylo prodáno přes 1 milion nosičů. Organizace spojených národů (OSN) 11. října 2011 oznámila, že je jednou ze dvou nově jmenovaných velvyslanců Úmluvy OSN o boji proti desertifikaci (UNCCD). pomáhajících zvýšit mezinárodní povědomí o problému degradace půdy, po svém jmenování uvedla:
| „                | Lidé ze mě dělají superhvězdu a tak se ke mně chovají. Ale já nejsem superhvězda. Považuji se jen za obyčejného bohabojného člověka. Dnešním nepřítelem je chudoba a nevědomost a je třeba s ním bojovat ze všech sil, které máme k dispozici. | “ |
| — Deborah Fraser | |   |

| „                | Mnoho lidí trpí hladem, a přitom existuje půda, kterou by mohli výhodně využívat. | “ |
| — Deborah Fraser |                                                                                   |   |

Z jejího desátého studiového alba Uhambo (2016) pochází hit „Ngeke ngiyeke ukuthandaza“ (Nepřestanu se modlit).
Získala první cenu jihoafrické vysílací společnosti SABC Crown Gospel Music v kategorii Nejlepší umělkyně. Mimo jiné získala také ceny SAMA za Nejlepší gospel, Metro za Nejlepší gospel a Kora za Nejlepšího gospelového umělce.

## Profesní život
V roce 1984 se přestěhovala do Johannesburgu a působila jako doprovodná zpěváčka pro kapelu Ladysmith Black Mambazo, Lucky Dube, Brendu Fassie, Rebeccu Malope, Hugha Masekela a Jonase Gwangwa.
V roce 2000 vyšlo její první studiové album Abanye bayombona (Ostatní ho uvidí) a po jeho úspěchu podepsala smlouvu s hudebním vydavatelstvím Universal Music.
V září 2008 získala roli porotkyně v gospelovém zábavním pořadu Shine.
V dubnu 2010 debutovala v dramatickém seriálu Hola Mpinji!, kde hrála roli Ebony.
Dne 27. května 2017 na 23. ročníku Jihoafrických hudebních cen (South African Music Awards) bylo její album Uhambo (Cesta) nominováno na cenu za Nejlepší tradiční náboženské album (Best traditional faith album).
Dne 12. dubna 2019 vyšlo její studiové album OkaJehova Akanqotshwa (Jehova není poražen).

## Osobní život
V letech 2007 až 2008 byla provdána za nigerijského pastora Sockeyho Okekeho.
V říjnu 2021 byla oceněna univerzitou Trinity International Bible University (Mezinárodní biblická univerzita Trinity) doktorátem filozofie v oblasti posvátného prostoru hudby (in the sacred space of music).
| „                | Lidé by měli respektovat ostatní lidi. v anglickém originále: People should respect other people. | “ |
| — Deborah Fraser |                                                                                                   |   |

## Úmrtí
Zemřela po mrtvici 15. května 2022 ve věku 56 let v akademické nemocnici Chris Hani Baragwanath Academic Hospital v Johannesburgu.

## Diskografie

### Studiová alba
| Titul                                    | Podrobnosti o albu                           |
| ---------------------------------------- | -------------------------------------------- |
| Bring Mr Back My Love (Hot Soul singers) | Vydáno: 1987                                 |
| Rhythm on Fire                           | Vydáno: 1990                                 |
| Umagubane (Chicco Twala production)      | Vydáno: 1997                                 |
| Mbulali Wami (with Maria le Maria)       | Vydáno: 1999                                 |
| Abanye Bayombona                         | Vydáno: 2000                                 |
| Born Again                               | Vydáno: 2001                                 |
| Udlalile Ngabantu                        | Vydáno: 2003                                 |
| Ngikuxolele                              | Vydáno: 2004                                 |
| Giloria                                  | Vydáno: 2005                                 |
| Isililo                                  | Vydáno: 2007                                 |
| Umsamaria                                | Vydáno: 2008                                 |
| Deborah Live                             | Vydáno: 2009                                 |
| Uthando                                  | Vydáno: 2009                                 |
| Awunasabelo                              | Vydáno: 2010                                 |
| Umqhele                                  | Vydáno: 2013 Formát: digitální stahování, CD |
| Thanksgiving                             | Vydáno: 2015 Formát: digitální stahování, CD |
| Uhambo                                   | Vydáno: 2016                                 |
| OkaJehova Akanqotshwa                    | Vydáno: 2019 Formát: digitální stahování, CD |